# Raakunsaari (ö i Norra Karelen)
Raakunsaari är en ö i Finland. Den ligger i sjön Suuri-Onkamo och i kommunen Rääkkylä i den ekonomiska regionen  Mellersta Karelens ekonomiska region  och landskapet Norra Karelen, i den sydöstra delen av landet, 400 km nordost om huvudstaden Helsingfors. Öns area är 2,1 hektar och dess största längd är 240 meter i sydväst-nordöstlig riktning.